# Pateros (Washington)
Pateros es una ciudad ubicada en el condado de Okanogan en el estado estadounidense de Washington. En el año 2000 tenía una población de 643 habitantes y una densidad poblacional de 485,1 personas por km².

## Geografía
Pateros se encuentra ubicada en las coordenadas 48°3′12″N 119°54′9″O / 48.05333, -119.90250.

## Demografía
Según la Oficina del Censo en 2000 los ingresos medios por hogar en la localidad eran de $30.938, y los ingresos medios por familia eran $39.375. Los hombres tenían unos ingresos medios de $30.521 frente a los $20.208 para las mujeres. La renta per cápita para la localidad era de $13.646. Alrededor del 17,1% de la población estaban por debajo del umbral de pobreza.